# بيميتريكسيد
بيميتريكسيد، الذي يباع تحت الاسم التجاري Alimta من بين أسماء أخرى، هو دواء يستخدم لعلاج ورم الظهارة المتوسطة و سرطان الرئة ذو الخلايا غير الصغيرة (NSCLC).  يستخدم لورم الظهارة المتوسطة الذي يشمل غشاء الجنب ولا يمكن إزالته عن طريق الجراحة.  يعطى عن طريق الحقن التدريجي في الوريد. 
تشمل الآثار الجانبية الشائعة له: الحمى و العدوى والتهاب الفم و الطفح الجلدي و الغثيان و التعب و ضيق التنفس و ألم في الصدر.  قد تشمل الآثار الجانبية الأخرى: تثبيط نخاع العظم .  استخدامه في الحمل قد يضر الطفل.  وهو يعمل عن طريق منع تكوين الحمض النووي الريبي (DNA) و الحمض النووي الريبوزي (RNA) عن طريق تثبيط إنزيم ترانسفيراز الثيميديلات.  
ووفق على استخدام البيميتريكسيد طبيًا في الولايات المتحدة وأوروبا في عام 2004.   وهو متاح كدواء عام.  في المملكة المتحدة، تكلف جرعة 500 ملجم هيئة الخدمات الصحية الوطنية حوالي 450 جنيهًا إسترلينيًا اعتبارًا من عام 2021.  ويكلف هذا القدر في الولايات المتحدة حوالي 3700 دولار أمريكي. 